# دایره یانفولیلا
دایره یانفولیلا (به لاتین: Yanfolila Cercle) یک منطقهٔ مسکونی در مالی است که در استان سیکاسو واقع شده‌است. دایره یانفولیلا ۹٬۲۴۰ کیلومتر مربع مساحت و ۲۱۱٬۸۲۴ نفر جمعیت دارد.